# Иордан (историк)
Иордан (дата рождения неизвестна — после 551, Византия, лат. Iordanes или Iordanis) — историк VI века, иногда неправильно называемый Иорнандом. Автор труда об истории готов.

## Биография
Одни исследователи предполагают, что Иордан был нотариусом или чиновником на одной из территорий Малой Скифии (черноморское побережье к югу от Дуная), имеющей статус федератов Византийской империи, другие считают, что Иордан был секретарём остготской или ругской семьи. Также существуют предположения, что он принадлежал к духовному сословию, по некоторым данным, был епископом Кротонским. Некоторые исследователи считают, что по отцу Иордан был аланом.

## Сочинения
Одно из его сочинений, а именно «Сокращение хроник» (лат. De adbreviatione chronicorum, De origine actibusque Romanorum — иногда Romana), посвящённое некоему Вергилию, возможно, римскому папе того времени, является конспектом всеобщей истории, доведённой до его современника императора Юстиниана.
Однако наибольший интерес представляет его работа «О происхождении и деяниях гетов» (или «Getica» — упрощённо) (лат. De origine actibusque Getarum), являющаяся историей готов до падения остготов в Италии. Эта работа, по мнению некоторых авторов, ценна тем, что Иордан пользовался не дошедшими до нас источниками, а именно присковой «Византийской историей и деяниями Аттилы» и готской историей Кассиодора. Однако, по мнению ряда других исследователей, «Гетика» Иордана является компиляцией работы Кассиодора. Внимание современных исследователей привлекает не столько античный историографический топос, изложенный в работе Иордана, сколько упоминание о неких «древних песнях» готов (лат. in priscis eorum carminibus), опираясь на которые Иордан обосновывает древность готов. Российский историк Николай Алексеевич Осокин писал об Иордане так:

«Особое значение, придававшее высокую цену его „Истории готов“, заключалось в том, что он пользовался памятниками народной поэзии и, применяя их для своих целей, не только сохранил для нас целый родник народного творчества германского племени, но показал, как важен такого рода источник для истории народа… Славу Иордану создал его первый труд („История готов“). В нём мы имеем дело с горячим патриотом-варваром, который, хотя весьма сносно владеет латинским языком, кое-как знает классиков, но презирает всё римское. Он имел целью возвеличить готов… Другая интересная черта заключается в политических взглядах Иордана. Выросший в римской среде, он однако усвоил себе оригинальное мировоззрение. Он полагает, что „род людской живёт для своих владык“… Весь внутренний склад готской жизни, политическая организация этого народа, его обычаи и нравы — все это заслуживало его внимания».
— Н. А. Осокин. История средних веков. Минск, 2008. — С. 568—569.
Сам же Иордан писал: «Мы больше верны прочитанному, чем старушечьим россказням».
Однако Д. С. Коньков приводит цитату А. С. Кристенсена, который

«…ставит слова Иордана под сомнение: Иордан (как и, очевидно, Кассиодор) смешивает историю гетов, скифов и готов, свободно варьируя эти этнонимы и осуществляя их взаимную подмену; тем самым формируя искусственный псевдоисторический конструкт, основанный исключительно на мозаичном сочетании сведений Греко-римской историографии. Собственно готы появляются на страницах „Гетики“ не ранее правления Валериана и Галлиена (вторая половина III в.)…», что ставит под сомнение многие приведенные в «Гетике» свидетельства.
— Д. С. Коньков. «Гетика» Иордана — Готское историческое предание или конъюнктура эпохи: современное состояние изучение проблемы, 2012.